# جوناثان ستراهان

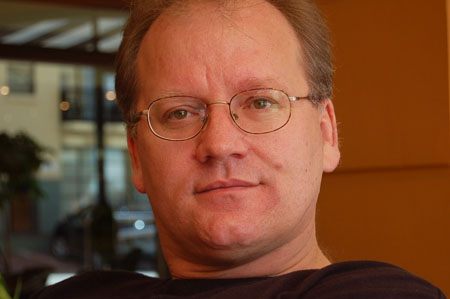
محرر الخيال العلمي الأسترالي جوناثان ستراهان. تصوير كاتريونا سباركس

جوناثان ستراهان (مواليد 1964 ، بلفاست ، أيرلندا الشمالية) محرر وناشر للخيال العلمي والخيال والرعب. انتقلت عائلته إلى مدينة برث بغرب أستراليا عام 1968 وتخرج من جامعة أستراليا الغربية بدرجة البكالوريوس في الآداب عام 1986.
في عام 1990 ، شارك في تأسيس صحيفة الخيال العلمي الأسترالي، بالإنجليزية: Eidolon: The Journal of Australian" Science Fiction and Fantasy" ، وعمل عليها كمحرر مشارك وناشر مشارك حتى عام 1999.
1. ↑  مذكور في: ملف استنادي متكامل. مُعرِّف الملف الاستنادي المُتكامِل (GND): 137917228. الوصول: 12 أغسطس 2015. لغة العمل أو لغة الاسم: الألمانية. المُؤَلِّف: مكتبة ألمانيا الوطنية.
2. ↑  مذكور في: قاعدة بيانات الخيال التأملي على الإنترنت. معرف كاتب في قاعدة بيانات الخيال التأملي على الإنترنت: 749. باسم: Jonathan Strahan. الوصول: 9 أكتوبر 2017. لغة العمل أو لغة الاسم: الإنجليزية.
3. ↑  مذكور في: موسوعة الخيال العلمي. معرف موسوعة الخيال العلمي: strahan_jonathan. باسم: Jonathan Strahan. الوصول: 9 أكتوبر 2017. لغة العمل أو لغة الاسم: الإنجليزية. الرَّقم التَّسلسليُّ المِعياريُّ الدَّوليُّ (ISSN): 3049-7612.
4. ↑  مذكور في: ملف استنادي متكامل. الوصول: 23 ديسمبر 2014. لغة العمل أو لغة الاسم: الألمانية. المُؤَلِّف: مكتبة ألمانيا الوطنية.
5. ↑  مُعرِّف الملف الاستنادي المُتكامِل (GND): 137917228. مذكور في: ملف استنادي متكامل. الوصول: 7 مارس 2015. لغة العمل أو لغة الاسم: الألمانية. المُؤَلِّف: مكتبة ألمانيا الوطنية.